# Ilie Pârvu
Ilie Pârvu (n. 6 iunie 1941, Strejești, Olt) este un filosof român, profesor de filozofie la Facultatea de Filozofie la Universitatea din București, unde predă cursuri de filozofia științei, metafizică și ontologie. Este membru titular al Academiei Române. În perioada 1973-1975 a fost bursier DAAD al Fundației "Alexander von Humboldt".

## Scrieri
- Semantica și logica științei, Bucuresti,  Editura  stiintifica, 1974
- Existență și realitate în știință și filozofie, București, Editura Politică, 1977
- Teoria știintifică,  Bucuresti,  Editura stiintifică, 1981
- Introducere în epistemologie, 1984
- Infinitul și infinitatea lumii, 1985
- Arhitectura existenței, 1990
- Infinitul, București, Universitas, 2000;
- Filozofia comunicării, 2000
- Cum se interpretează operele filozofice, 2001
- Posibilitatea experienței. O reconstrucție teoretică a „Criticii rațiunii pure” , 2004
- Posibilitatea experienței. O reconstrucție teoretică a „Criticii rațiunii pure” , 2024